# Rue du Marchis
Ne doit pas être confondu avec Rue du Marchix.
La rue du Marchis est une voie du centre-ville de la commune française de Laval.

## Situation et accès
Elle relie la rue de l'Ancien-Évêché à la rue Saint-Mathurin.

## Origine du nom
Son nom signifie « rue du marché », et rappelle qu'elle se trouve à l'emplacement d'un ancien champ de foire.

## Historique
La rue du Marchis se trouve à l'extérieur des remparts de Laval. Elle forme approximativement la limite sud d'un champ de foire apparu au XIIIe siècle, et qui s'étendait jusqu'à la place Hardy-de-Lévaré. Cet espace accueillait aussi un tribunal, mais il est détruit pendant la Guerre de Cent Ans, et les activités commerciales sont relocalisées dans de la ville close au XVe siècle, sur l'actuelle place de la Trémoille.
Le champ de foire est alors vendu en parcelles qui sont progressivement construites. Son contour reste néanmoins visible, et il correspond aujourd'hui au carré compris entre la rue du Marchis au sud, la rue Saint-Mathurin à l'est, la rue Marmoreau au nord et la rue de l'Ancien-Évêché à l'ouest.
Au XVIIe siècle, les environs de la place du Gast deviennent la résidence de l'élite locale, et la rue du Marchis accueille plusieurs maisons de notables. En 1763, la Société du Jardin Berset s'installe dans cette rue.
Jusqu'au XIXe siècle, la rue du Marchis telle qu'elle est désignée aujourd'hui était appelée « chemin du champ de foire », et c'était l'actuelle rue de l'Ancien-Évêché qui portait alors le nom de « rue du Marchis ». Ces changements de noms ont été motivés par la construction du palais épiscopal en 1861. L'évêque déménage rue du Cardinal-Suhard en 1908, et la « rue de l'Évêché » devient « rue de l'Ancien-Évêché ».

## Bâtiments remarquables et lieux de mémoire
- L'Hôtel Périer du Bignon, au numéro 7, construit en 1777.